# Arboga stadsförsamling
Arboga stadsförsamling var en församling i Strängnäs stift och i Arboga kommun i Västmanlands län. Församlingen uppgick 2006 i Arbogabygdens församling.

## Administrativ historik
Församlingen har medeltida ursprung före 1550 med namnet Sankt Petri och Pauli församling. På 1300-talet införlivat Sankt Olofs församling och omkring 1550 Sankt Laurenti församling. 1947 införlivades Säterbo församling och församlingen var därefter till 1962 uppdelad i två kyrkobokföringsdistrikt: Arboga kbfd (198401) och Säterbo kbfd (198402). 
Församlingen var till 1947 moderförsamling i pastoratet Arboga stadsförsamling, Arboga landsförsamling och Säterbo. Från 1947 till 2006 moderförsamling i pastoratet Arboga stadsförsamling och Arboga landsförsamling som 1971 utökades med Medåkers församling och 1975 med Götlunda församling. Församlingen uppgick 2006 i Arbogabygdens församling.

## Organister
| Verksam    | Namn                        | Levnadstid | Övrigt                         |
| ---------- | --------------------------- | ---------- | ------------------------------ |
| 1606-      | Olof Larsson                |            |                                |
| 1629-1635  | David                       |            |                                |
| 1641       | Erik                        |            |                                |
| 1669       | Joakim                      |            |                                |
| 1672       | Christoffer                 | -1674      |                                |
| 1681-1699  | Olof Pehrsson Styrell       | -1699      |                                |
| 1700-1741  | Christoffer Panninck        | 1668-1754  |                                |
| 1741-1754  | Melchior Panninck           | 1714-1754  | Son till Christoffer Panninck. |
| 1754-1760  | Bengt Hammarskog            | 1724-      |                                |
| 1760-1795  | Peter Oxelberg              | 1731-1795  | Även rådman.                   |
| 1795-1809  | Johan Erik Oxelberg         | 1766-1809  |                                |
| 1810       | Jacob Moberg                |            | Vice organist.                 |
| 1810, 1823 | Adolf Forsberg              | 1796-      | Vice organist.                 |
| 1810-1823  | Eric Thedell                | 1789-      |                                |
| 1824-1827  | Adolf Fredrik Holmström     | 1796-      | Vice organist.                 |
| 1827-1869  | Johan Gustaf Wahlström      | 1802-1869  |                                |
| 1872-1907  | Gustaf Magnus Celander      | 1835-      |                                |
| 1908-1920  | Oskar Ragnar Creutzer       | 1874-      | Musikdirektör.                 |
| 1921-1952  | Paulus Zackeus Ramberg      | 1886-1952  | Musikdirektör.                 |
| 1952-1954  | Vakant                      | -          | -                              |
| 1955-      | Birger Gustaf William Norén | 1916-      | Musikdirektör.                 |
| 1959–1964  | Carl Bertil Johannes Stoltz | 1916–      | [ 4 ]                          |

## Kyrkor
- Heliga Trefaldighets kyrka